# Stephen Lang
Stephen Lang (født 11. juli 1952 i New York City i USA) er en amerikansk filmskuespiller. Han startede på teatret på Broadway, men er muligvis bedst kendt for sin rolle som Colonel Quaritch i den succesrige amerikanske science-fictionfilm Avatar fra 2009.
Lang er på nuværende tidspunkt medinstruktør (sammen med Carlin Glynn og Lee Grant) på det berømte Actor's Studio på dets hovedkvarterer i New York City.

## Filmografi
| År   | Film                        | Rolle                           | Noter |
| ---- | --------------------------- | ------------------------------- | ----- |
| 1985 | Death of a Salesman         | Happy                           |       |
| 1985 | Twice in a Lifetime         | Keith                           |       |
| 1986 | Band of the Hand            | Joe                             |       |
| 1986 | Manhunter                   | Freddy Lounds                   |       |
| 1987 | Project X                   | Watts                           |       |
| 1989 | Last Exit to Brooklyn       | Harry Black                     |       |
| 1991 | The Hard Way                | Party Crasher                   |       |
| 1991 | Another You                 | Dibbs                           |       |
| 1993 | Guilty as Sin               | Phil Garson                     |       |
| 1993 | Gettysburg                  | Maj. Gen. George E. Pickett     |       |
| 1993 | Tombstone                   | Ike Clanton                     |       |
| 1995 | Tall Tale                   | Jonas Hackett                   |       |
| 1995 | The Amazing Panda Adventure | Michael Tyler                   |       |
| 1996 | Loose Women                 | Prophet Buddy                   |       |
| 1996 | Gang in Blue                | Moose Tavola                    |       |
| 1996 | An Occasional Hell          | Alex Laughton                   |       |
| 1997 | Shadow Conspiracy           | The Agent                       |       |
| 1997 | Niagara, Niagara            | Claude                          |       |
| 1997 | Fire Down Below             | Earl Kellogg                    |       |
| 1999 | Story of a Bad Boy          | Spygo                           |       |
| 2000 | Trixie                      | Jacob Slotnick                  |       |
| 2001 | The Proposal                | Simon Bacig                     |       |
| 2002 | D-Tox                       | Jack                            |       |
| 2003 | The I Inside                | Mr. Travitt                     |       |
| 2003 | Code 11-14                  | Justin Shaw                     |       |
| 2003 | Gods and Generals           | Gen. Thomas "Stonewall" Jackson |       |
| 2006 | The Treatment               | Coach Galgano                   |       |
| 2007 | Save Me                     | Ted                             |       |
| 2008 | From Mexico with Love       | Big Al Stevens                  |       |
| 2009 | Public Enemies              | Charles Winstead                |       |
| 2009 | Avatar                      | Col. Miles Quaritch             |       |
| 2009 | The Men Who Stare at Goats  | General Hopgood                 |       |
| 2012 | Venom                       | Cletus Kasady/Carnage           |       |
| 2018 | Mortal Engines              | Shrike                          |       |

## TV-serier
| År   | Film       | Rolle                      | Noter |
| ---- | ---------- | -------------------------- | ----- |
| 2001 | Terra Nova | Commander Nathaniel Taylor |       |